# جيوفاني ألديني
جيوفاني ألديني (10 أبريل 1762 - 17 يناير 1834) كان طبيبًا إيطاليًا  وفيزيائيًا ولد في بولونيا . كان شقيق رجل الدولة الكونت أنطونيو ألديني (1756-1826). تخرج في الفيزياء من جامعة بولونيا في عام 1782.
أصبح أستاذًا للفيزياء التجريبية في جامعة بولونيا في عام 1798، خلفًا لعمه لويجي جالفاني (1737-1798).  انصبت أعماله العلمية بشكل رئيسي على الجلفنة ، وعلم التشريح وتطبيقاته الطبية، وبناء وإضاءة المنارات ، والتجارب الرامية إلى الحفاظ على حياة الإنسان والأشياء المادية من الدمار بالنار. كتب باللغتين الفرنسية والإنجليزية بالإضافة إلى لغته الأم الإيطالية، وباللاتينية التي لا تزال تستخدم في القرن الثامن عشر من قبل المجتمع العلمي. تقديرًا لمزاياه، منحه إمبراطور النمسا لقب فارس التاج الحديدي ومستشارًا للدولة في ميلانو ، حيث توفي. وقد تبرع بمبلغ كبير لتأسيس مدرسة للعلوم الطبيعية للحرفيين في بولونيا.

## التجارب

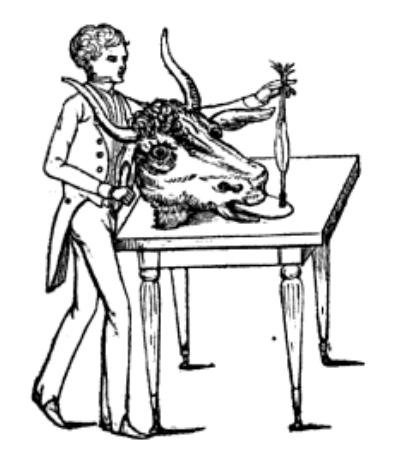
ألديني يوضح الكهرباء المولدة بواسطة رأس ثور

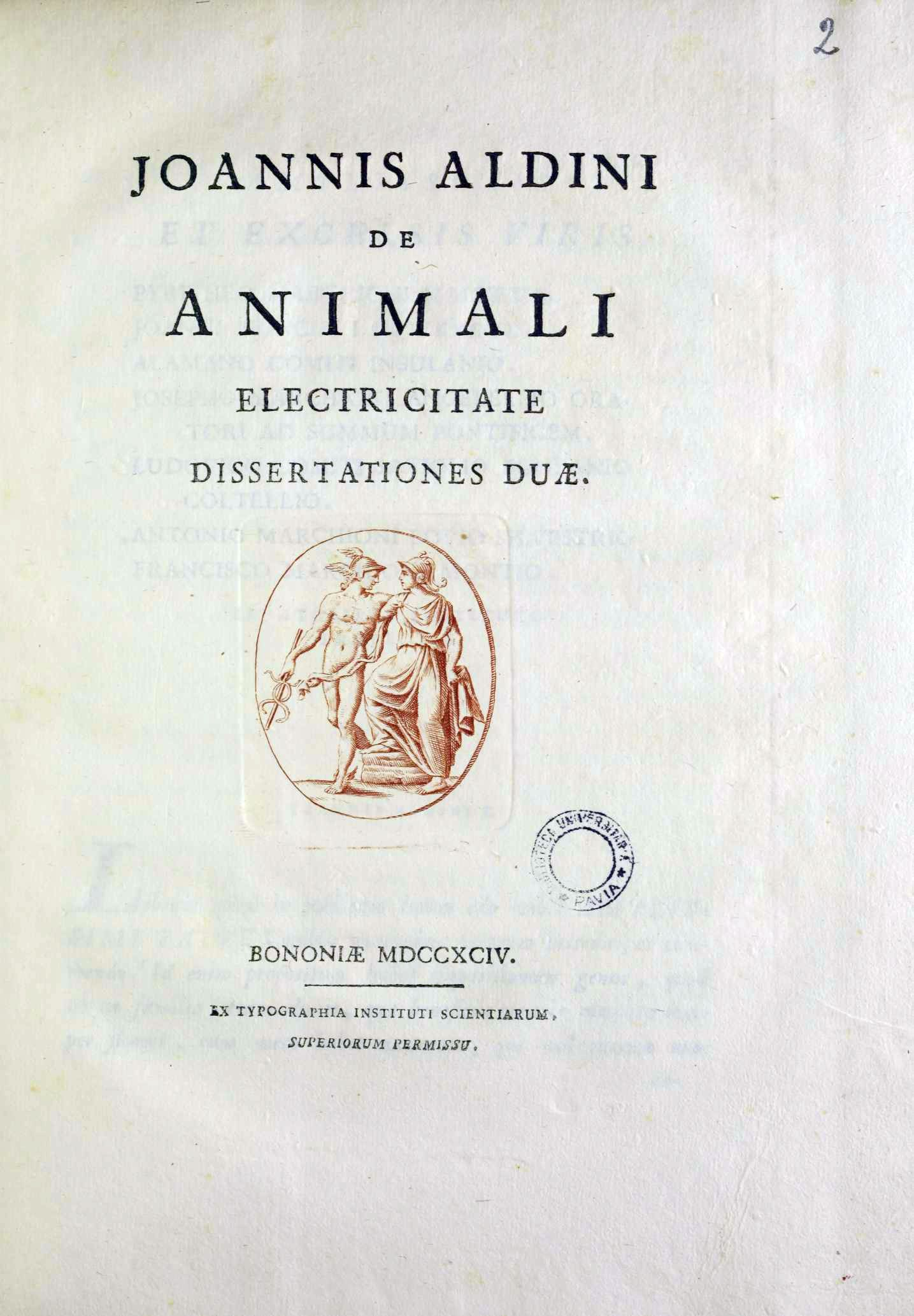
كهرباء الحيوان ("كهرباء الحيوان")، 1794

كان أشهر عرض علني قدمه ألديني لتقنية التحفيز الكهربائي للأطراف الميتة على المجرم جورج فورستر الذي تم إعدامه في نيوجيت في لندن عام 1803.   يصف تقويم نيوجيت ما حدث عندما تم استخدام العملية الجلفانية على الجسم:
عند أول تطبيق لهذه العملية على الوجه، بدأت فكا المجرم المتوفى بالارتعاش، وتشوهت العضلات المجاورة بشكل مريع، وانفتحت إحدى عينيه بالفعل. في الجزء التالي من العملية، رُفعت اليد اليمنى وقُيّدت، وحُرّكت الساقين والفخذين.

## ارتباط شيلي بفرانكشتاين
كانت ماري شيلي (المولودة باسم ماري جودوين في 30 أغسطس 1797) تبلغ من العمر 5 سنوات فقط في يناير 1803 عندما أجرى ألديني تجاربه على جثة جورج فوستر. في مقدمتها لطبعة عام 1831 من رواية فرانكشتاين، لم تذكر ألديني، لكن "الجلفنة" كانت من بين مواضيع المناقشة المسائية قبل أن تشهد "حلم اليقظة" الذي قادها إلى كتابتها. الفصل الخامس، المخلوق المستيقظ:
وعلى ضوء الضوء شبه المنطفئ، رأيت عين المخلوق الصفراء الباهتة مفتوحة؛ كان يتنفس بصعوبة، وكانت الحركة المتشنجة تحرك أطرافه.

## قراءة إضافية
- Dibner، Bern (1970). "Giovanni Aldini". Dictionary of Scientific Biography. New York: Charles Scribner's Sons. ج. 1. ص. 107–108. ISBN:978-0-684-10114-9.

## روابط خارجية
- مارك بيلكنجتون: شرارات الحياة . مقالة من صحيفة الغارديان حول تجارب ألديني على مجرم تم إعدامه.
- أ. الوالد: جيوفاني ألديني: من الكهرباء الحيوانية إلى تحفيز الدماغ البشري. (PDF) ، مجلة علوم الأعصاب. 2004 نوفمبر؛31(4):576-84.